# Liste der Mohrenapotheken
Die Liste der Mohrenapotheken umfasst alle bekannten Mohrenapotheken in D-A-CH.

## Allgemeines
Mohrenapotheke, Mohren-Apotheke oder zum Mohren ist oder war der Name unten gelisteter Apotheken in D-A-CH. In Deutschland tauchen Apotheken, die nach einem – oder mehreren – Mohren benannt sind, in über 100 Städten auf. In Österreich finden sich einige wenige im Osten des Landes, in der Schweiz sind sie noch seltener. Zudem gab es Mohrenapotheken in ehemals deutschen Gebieten (besonders im polnischen Teil Schlesiens).

## Liste
| Land   | Name                                                                              | Ort                         | Adresse                                        | Zeitraum                      | Anmerkung | Bild           |
| ------ | --------------------------------------------------------------------------------- | --------------------------- | ---------------------------------------------- | ----------------------------- | --- | -------------- |
| D ges  | Mohren-Apotheke                                                                   | Amberg                      | Rathausstraße 2                                |                               | geschlossen |                |
| D      | Mohren-Apotheke am Herstallturm                                                   | Aschaffenburg               | Goldbacher Straße 7                            |                               | |                |
| D      | Mohren-Apotheke                                                                   | Bad Königshofen im Grabfeld | Martin-Reinhard-Straße 27                      | 1782                          | 2018 in Frage gestellt – über dem Portal und innen je zwei halbnackte Figuren mit Blätter-Rock, Speer und Köcher | weitere Bilder |
| D      | Mohren-Apotheke                                                                   | Bad Langensalza             | Neumarkt 8                                     | 1804                          | Nutzt Mohrentaler als Entschädigungszahlung – halbnackte Figur mit Blätter-Rock und Kopfbedeckung an der Fassade | weitere Bilder |
| D      | Mohren-Apotheke                                                                   | Bad Salzungen               | Markt 8                                        |                               | Logo: schwarze Silhouette mit Ohrring – Fassade: Kopf mit Turban und Ohrring | weitere Bilder |
| D      | Mohren-Apotheke                                                                   | Baesweiler                  | Kückstraße 38                                  | 1957                          | Logo wie Tiefenort und Wiesbaden: schwarze Silhouette mit Ohrring, Turban, Schnabelschuhen und Pluderhose, in den Händen der Äskulapstab und ein Gefäß – Gründer hieß Paul Mohr |                |
| D ges. | Mohrenapotheke                                                                    | Bamberg                     | Obere Brücke 14                                | –1979                         | An der Fassade Skulptur eines Schwarzafrikaners mit bloßem Oberkörper, goldenem Rock und einer goldenen Krone; um seinen rechten Arm windet sich eine Äskulapschlange. Heute Spezialitäten- und Kunstgewerbe-Verkaufshaus sowie Veranstaltungsort. Originales Apothekenoffizin um 1810. |                |
| D      | Mohren-Apotheke                                                                   | Bautzen                     | Muskauer Straße 20c                            |                               | |                |
| D      | Mohrenapotheke                                                                    | Bayreuth                    | Maximilianstraße 57                            | nach 1700                     | Gebäude 1610 erbaut, Apotheken-Konzession 1614, die Namensänderung in „Mohren-Apotheke“ im 18. Jh. – im DVZ – Aufschrift zweiteilig, dazwischen Figur eines Fabelwesens mit Mörser und Pistill                                                                                          | weitere Bilder |
| D      | Mohren-Apotheke                                                                   | Bergheim                    | Hauptstraße 1                                  |                               | Logo: früher Kopf-Silhouette eines Schwarzafrikaners, heute schwarze Silhouette mit Ohrring, Turban, Schnabelschuhen und Pluderhose, in den Händen der Äskulapstab und ein Gefäß (wie Baesweiler, Tiefenort, Wiesbaden)                                                                 |                |
| D      | Mohren-Apotheke                                                                   | Berlin-Kreuzberg            | Grimmstraße 9                                  | –2022                         | 2022 in Grimm Apotheke umbenannt |                |
| D      | Mohren-Apotheke                                                                   | Berlin-Kreuzberg            | Moritzplatz                                    | –ca. 1985                     | In den 1980er Jahren in eine Kneipe umgewandelt (2017 „seit mehr als 30 Jahren sei es aber eine Kneipe“)!-- unklar ob Vorgänger-Standort der Mohren-Apotheke in der Grimmstraße – "Zum kleinen Mohr" klingt zudem eher nach Hausname -->                                                |                |
| D      | Mohren-Apotheke                                                                   | Bielefeld                   | Senner Straße 24                               |                               | laut Google Maps dauerhaft geschlossen |                |
| D      | Mohren-Apotheke                                                                   | Bochum                      | Werner Hellweg 488                             | 1991?                         | |                |
| D      | Mohren-Apotheke am KAP                                                            | Bonn-Beuel                  | Konrad-Adenauer-Platz 26                       |                               | Logo 2020 von schwarzer Person zu Mörser geändert, Name soll folgen (Stand Juli 2020; soll „Apotheke am KAP“ werden) |                |
| D      | Mohren-Apotheke                                                                   | Brandenburg an der Havel    | Veilchenweg 2                                  |                               | Logo Schwarzafrikaner mit Pluderhose und Kopfbedeckung |                |
| D ges  | Mohren-Apotheke                                                                   | Bremen                      | Pappelstraße 63                                | 1910–2009                     | 2009 geschlossen – besaß identische Figur wie die Mohrenapotheken in Halle (Saale) und Konstanz (halbnackter Schwarzafrikaner mit Blätter-Rock, Kopfbedeckung, Schild & Speer) |                |
| D      | Mohren-Apotheke                                                                   | Celle                       | Heese 38                                       |                               | Logo: schwarze Silhouette mit Turban, Pluderhose, Schnabelschuhen und Apothekenschild in der Hand |                |
| D      | Mohren-Apotheke                                                                   | Chemnitz                    | Bernsdorfer Str. 91                            |                               | 2018 in Frage gestellt |                |
| D      | Mohren-Apotheke                                                                   | Coburg                      | Mohrenstraße 15                                | 1950                          | 1950 im Mohrenweg gegründet – 1955 Mohrenstraße – Logo: schwarze Kopfsilhouette mit Ohrring – mutmaßlicher Zusammenhang: Stadtwappen mit Mohr |                |
| D      | AVIE Mohren-Apotheke                                                              | Coburg-Creidlitz            | Creidlitzer Straße 36                          | ca. 1950                      | |                |
| D      | Mohren-Apotheke                                                                   | Cochem                      | Markt 9                                        |                               | laut Google Maps dauerhaft geschlossen |                |
| D      | Mohren-Apotheke                                                                   | Dommitzsch                  | August-Bebel-Straße 19                         |                               | Logo: schwarze Silhouette mit Rock und Kopfdeckung sowie Äskulapstab |                |
| D      | Mohren-Apotheke                                                                   | Dortmund-Körne              | Körner Hellweg 74                              | 1950                          | Logo: Schwarzafrikaner mit Schnabelschuhen, Pluderhose, Turban und Gefäß – 2020 in Frage gestellt |                |
| D ges  | Mohren-Apotheke                                                                   | Dossenheim                  | Am Rathausplatz 6                              | 1980–ca. 2016                 | geschlossen |                |
| D ges  | Mohren-Apotheke                                                                   | Dresden                     | Pirnaischer Platz / Johannesstraße 13          | ca. 1830                      | 1945 zerstört – zahlreiche Apotheker-Reliefs am Portal |                |
| D      | Mohren-Apotheke                                                                   | Eberbach                    | Bahnhofstraße 31                               |                               | |                |
| D      | Mohren-Apotheke                                                                   | Eisenberg                   | Walther-Rathenau-Straße 1                      |                               | Logo schwarze Silhouette mit Kraushaar und Ohrring – mutmaßlicher Zusammenhang: Stadtwappen mit Mohr |                |
| D      | Mohren-Apotheke                                                                   | Erfurt                      | Schlösserstraße 9                              | 1689                          | Seit den 1990er Jahren mit Mohren-Figur im Schaufenster, die 2020 entfernt wurde, nachdem 2019 die Umbenennung gefordert wurde | weitere Bilder |
| D      | Mohren-Apotheke am Lorlebergplatz                                                 | Erlangen                    | Bismarckstraße 13 (ab 1907)                    | 1696                          | im DVZ – zunächst „Apotheke Zum Schwarzen Mohren“, ab 1716: „Hofapotheke Zum schwarzen Mohren“ – Fassade: Figur mit Turban – Logo: geändert (nur noch Turban ohne Kopf) – seit 2007 Filiale „Mohren-Apotheke am Burgberg oHG“, Rathsberger Str. 63                                      | weitere Bilder |
| D      | Mohren-Apotheke                                                                   | Frankfurt am Main           | Alt Eschersheim 63                             | 1960er Jahre                  | Logo (schwarzer Frauenkopf mit Turban und Ohrring) wurde 2018 entfernt |                |
| D      | Zeil-Apotheke zum Mohren                                                          | Frankfurt am Main           | Große Friedberger Straße 8                     | 1900                          | im DVZ – Apotheken-Name & Haus-Name kombiniert |                |
| D      | Hof-Apotheke zum Mohren                                                           | Friedberg (Hessen)          | Kaiserstraße 104                               | 1621                          | Gegründet 1621 als Mohren-Apotheke, seit 1892 Zusatz Hof-Apotheke – 2018 & 2020 in Frage gestellt | weitere Bilder |
| D      | Mohren-Apotheke am Rathaus                                                        | Fürth                       | Königstraße 82                                 | 1717                          | | weitere Bilder |
| D      | Mohren-Apotheke                                                                   | Gelsenkirchen               | Ückendorfer Straße 88                          |                               | laut Google Maps dauerhaft geschlossen |                |
| D ges  | Mohren-Apotheke                                                                   | Glauchau                    | Markt 12                                       | –2019                         | 2019 geschlossen – Figur in ähnlicher Kleidung wie in Bremen, Halle oder Konstanz, aber mit anderen Beigaben: Speer & Bogen | weitere Bilder |
| D      | Mohren-Apotheke                                                                   | Görlitz                     | Lutherplatz 12                                 | –2021                         | Mohrenbüste 2020 in Frage gestellt und im Januar 2022 eingelagert. |                |
| D      | Mohren-Apotheke                                                                   | Griesheim                   | Uthmannstraße 14                               | –2016                         | vor 1970 gegründet, 2016 dauerhaft geschlossen |                |
| D      | Mohren-Apotheke                                                                   | Großenhain                  | Beethovenallee 111                             | 1921                          | Logo: Kopf Schwarzafrikaner, in der Apotheke: Figur eines Schwarzafrikaners mit Turban |                |
| D      | Mohren-Apotheke                                                                   | Gütersloh                   | Marienfelder Straße 2                          | 1950–2021                     | 2018 diskutiert, 2021 umbenannt |                |
| D      | Mohren-Apotheke                                                                   | Halle an der Saale          | Reilstraße 134 (Reileck)                       | 1894                          | Figur: halbnackter Schwarzafrikaner mit Blätter-Rock, Kopfbedeckung, Schild & Speer (identisch mit Bremen und Konstanz) – erstmals 2016 in Frage gestellt, 2020 erneut – 2021 mehrfach im Stadtrat diskutiert                                                                           |                |
| D      | Mohren-Apotheke                                                                   | Hamburg-Harburg             | Tivoliweg 1                                    | –2017                         | Seit 1. September 2017 dauerhaft geschlossen |                |
| D      | Forum Apotheke (ehem. Mohren-Apotheke)                                            | Hanau                       | Am Freiheitsplatz 11                           |                               | offenbar umbenannt |                |
| D      | Mohren-Apotheke                                                                   | Heilbronn                   | Allee 3                                        |                               | offenbar umbenannt |                |
| D      | Mohren-Apotheke                                                                   | Herford                     | Bismarckstraße 78                              |                               | |                |
| D ges  | Mohren-Apotheke                                                                   | Herne                       | Wilhelmstraße 4                                | –2005                         | |                |
| D      | Mohren-Apotheke                                                                   | Hofgeismar                  | Elisabethstraße 3                              | 1953                          | Name sollte 2014 geändert werden, aber aus wirtschaftlichen und Traditions-Gründen verworfen – Fassade: schwarze Kopf-Silhouette mit Turban und Ohrring |                |
| D      | Mohren-Apotheke                                                                   | Hohenstein-Ernstthal        | Altmarkt 18                                    | 1704                          | 1704 gegr., 1774 „Mohren-Apotheke“ benannt – Logo: schwarze Kopf-Silhouette mit Ohrring - Fassade: Schwarzafrikaner mit Turban, Gewand, Säbel und Speer - in DVZ | weitere Bilder |
| D      | Mohren-Apotheke                                                                   | Ingolstadt-Zuchering        | Kirchplatz 20                                  |                               | Logo: Kniender mit Turban hebt Topf mit Mörser hoch |                |
| D      | Mohren-Apotheke                                                                   | Jüterbog                    | Markt 7–8                                      |                               | älteste Apotheke der Stadt – es gibt auch eine Mauritius-Apotheke (Am Zinnaer Tor 7) |                |
| D      | Mohren-Apotheke                                                                   | Karlstadt                   | Hauptstraße 39                                 | 1887                          | Logo Kopf-Silhouette mit Turban, Ohrring und Kette – Apotheke besteht seit 1638 | weitere Bilder |
| D      | Mohren Apotheke am Bebelplatz                                                     | Kassel                      | Friedrich-Ebert-Straße 147                     |                               | 2018 und 2020 in Frage gestellt – mehrfach Buchstabe geändert | weitere Bilder |
| D      | Raths-Apotheke am Brauereiviertel (ehem. Mohren-Apotheke)                         | Kiel                        | Holtenauer Str. 148                            | 1923–2020                     | 2018 in Frage gestellt, 2020 umbenannt – Logo war ein schwarz-weißer Kopf mit Turban |                |
| D ges  | Mohren-Apotheke                                                                   | Koblenz                     | Jesuitenplatz                                  |                               | 1841–1857 von Karl Friedrich Mohr betrieben (Vorgänger war sein Vater) |                |
| D      | Mohren-Apotheke                                                                   | Köln-Braunsfeld             | Aachener Straße 402                            |                               | |                |
| D      | Mohren-Apotheke                                                                   | Köln-Dellbrück              | Gemarkenstraße 44                              | 1967                          | |                |
| D      | Mohren-Apotheke                                                                   | Konstanz                    | Wessenbergstraße 11                            | 1788?                         | Selbe Figur wie Bremen und Halle an der Fassade in einer Nische auf der Ecke (halbnackter Schwarzafrikaner mit Blätter-Rock, Kopfbedeckung, Schild & Speer) |                |
| D      | Mohren-Apotheke                                                                   | Köthen (Anhalt)             | Hallesche Straße 29                            |                               | Logo Kopf mit Kraushaar |                |
| D      | Obere Apotheke (ehem. Mohren-Apotheke)                                            | Kulmbach                    | Obere Stadt 2                                  | 1563-?                        | |                |
| D      | Mohren-Apotheke                                                                   | Langenfeld (Rheinland)      | Hauptstraße 45                                 |                               | Logo: bunt gekleidete Figur mit Turban, die sich an das A mit dem Äskulapstab lehnt |                |
| D      | Mohren-Apotheke                                                                   | Laudenbach (Bergstraße)     | Stettiner Straße 23                            | ca. 1990                      | |                |
| D      | Mohren-Apotheke                                                                   | Lauingen                    | Herzog-Georg-Straße 62                         | 1988–2017?                    | mutmaßlicher Zusammenhang: Stadtwappen mit Mohr |                |
| D      | Apotheke zu den drei Mohren                                                       | Leipzig                     | Petersstraße                                   | vor 1550                      | War eine der ersten drei Apotheken Leipzigs (bis 1. H. 16. Jh. entstanden), später in Engel-Apotheke umbenannt |                |
| D      | Mohren-Apotheke                                                                   | Leipzig                     | Delitzscher Landstraße 55                      |                               | im DVZ – in Anbau am Gemeindeamt |                |
| D ges  | Mohren-Apotheke                                                                   | Lichtenstein/Sa.            | Färbergasse 1                                  | 1992–2008?                    | |                |
| D      | Mohren-Apotheke                                                                   | Lößnitz (Erzgebirge)        | Marktplatz 4                                   |                               | |                |
| D      | Mohren-Apotheke                                                                   | Lutherstadt Eisleben        | Markt 34                                       | 1643                          | 1817 Umzug zum heutigen Standort | weitere Bilder |
| D      | Mohren-Apotheke                                                                   | Magdeburg                   | Olvenstedter Straße 10                         | 1945?                         | 1899 als Kronen-Apotheke gegr. – nach dem Zweiten Weltkrieg umbenannt – 2020 in Frage gestellt – 2021 Farbanschlag |                |
| D      | Mohren-Apotheke                                                                   | Mainz                       | Christofsstraße 2                              | 1703                          | Logo (schwarze Frauen(?)kopf-Silhouette mit Kopftuch und Ohrring) 2019 in Kirche geändert – verwendete halbnackten Mohren auch auf Gefäßen, etwa 1747 Am 1. Juli 2023 mit Besitzerwechsel umbenannt in Mogon-Apotheke                                                                   |                |
| D      | Mohren-Apotheke                                                                   | Meerbusch                   | Meerbuscher Straße 24                          |                               | |                |
| D      | Mohren-Apotheke                                                                   | Meisenheim                  | Marktplatz 2                                   | vor 1600                      | Fassade: halbnackter Schwarzafrikaner mit ähnlicher Kleidung wie in Halle, Bremen oder auch Konstanz, aber mit Speer und Tuch | weitere Bilder |
| D      | Mohren-Apotheke                                                                   | Memmingen                   | Marktplatz 13                                  | vor 1600                      | |                |
| D      | Mohren-Apotheke                                                                   | Mühlhausen/Thüringen        | Steinweg 11                                    |                               | Apotheken-Privileg 1626 (als Untere Apotheke bzw. Grüne Apotheke) |                |
| D      | Mohren-Apotheke                                                                   | München                     | Tal 13 & Rosenheimerstr. 2                     | 1438–2020                     | 1438 gegr., im fr. 19. Jh. als Mohren-Apotheke ins Tal – zwei Standorte – beide am 1. September 2020 umbenannt (in Apotheke im Tal bzw. Apotheke am Gasteig) – Mohren-Bildnis im Tal überklebt                                                                                          |                |
| D      | Lorbeerbaum Apotheke (ehem. Mohrenapotheke)                                       | Naumburg an der Saale       | Herrenstraße 2                                 | 1645                          | Ab 1733 ist Johann Bernhard Lorbeer Apotheker in der Herrengasse. Er ändert den bisherigen Namen „Einhorn-Apotheke“ in „Lorbeerbaum-Apotheke“. Ab 1800 Wappenstein entfernt, umbenannt auf „Salomon-Apotheke“, 1884 Wappenstein gefunden, später wieder „Lorbeerbaum-Apotheke“ genannt. |                |
| D      | Mohren-Apotheke                                                                   | Neunkirchen-Wellesweiler    | Bürgermeister-Regitz-Straße 12                 | 1952                          | |                |
| D      | Mohren-Apotheke                                                                   | Nordhausen                  | Markt 7                                        | 1810                          | 1732 gegr. (Neue Apotheke), 1810 erstmals Mohren-Apotheke, heutiger Standort seit 1957 |                |
| D ges  | Mohren-Apotheke                                                                   | Nördlingen                  | Schrannenstraße 10                             | –2021                         | Logo: schwarze Kopf-Silhouette mit Krone, Ohrring, Kette; geschlossen seit 2021 |                |
| D      | Mohren-Apotheke zu St. Lorenz, ursprünglich anders benannt                        | Nürnberg                    | Königstraße 32 (2. Standort: Herderstraße 5–9) | 1578                          | Logo: schwarze Kopfsilhouette mit Kraushaar – älteste Apotheke Nürnbergs (gegr. 1442), 1578 nach dem Wechsel zum heutigen Standort als „Mohrenapotheke“ benannt, ein vorheriger Name ist unbekannt                                                                                      |                |
| D      | Mohren-Apotheke Südstadt & St. Leonhard                                           | Nürnberg-St. Leonhard       | Wölckernstraße 1 (bis 1980 Landgrabenstraße)   | ca. 1960                      | Logo: schwarze Kopfsilhouette mit Kraushaar am und überm Eingang |                |
| D      | Mohren-Apotheke                                                                   | Osnabrück                   | Johannisstraße 52                              | 1659–2004                     | 2004 in Vita-Apotheke umbenannt, hatte über dem Eingang eine Mohren-Büste mit Turban |                |
| D      | Mohren-Apotheke                                                                   | Radeberg                    | Hauptstraße 4                                  | 1702                          | Logo: schwarze Silhouette mit rotem Äskulapstab |                |
| D ges  | Mohrenapotheke                                                                    | Regensburg                  | Kornmarkt 5 / Pfluggasse 1                     | 1517–2016                     | 1649 erstmals als „Apotheke zum schwarzen Mohren“ genannt, 1864 vom Kohlenmarkt an die Adresse Kornmarkt übersiedelt – 2018 Figuren verschwunden |                |
| D      | Mohren-Apotheke                                                                   | Römhild                     | Griebelstraße 7                                | vor 1631                      | Mundartdichter Carl Kade (1880–1962) war von 1908 bis 1957 einer der Vorbesitzer – halbnackte, leichtbeschürzte Schwarzafrikaner mit Köcher bzw. Stab über dem Eingang – Innen: Figur eines Schwarzafrikaners mit Turban, einer Art Waffenrock, Speer und Schwert                       |                |
| D      | Mohren-Apotheke                                                                   | Rudolstadt                  | Klinghammerstraße 2                            | 1991                          | Eventuell benannt nach der Gründerin Brunhilde Mohr |                |
| D      | Mohren-Apotheke                                                                   | Sarstedt                    | Friedrich-Ebert-Straße 5                       |                               | ehemaliges Logo: schwarze Kopf-Silhouette mit Turban und Ohrring |                |
| D ges  | Mohren-Apotheke                                                                   | Schildau                    | Markt 2                                        | 1743                          | geschlossen | weitere Bilder |
| D      | Mohren-Apotheke                                                                   | Schkeuditz                  | Markt 14                                       | 1719                          | Privileg 1719, Alter unbekannt, mittlerweile geschlossen |                |
| D      | Mohren-Apotheke                                                                   | Schmidmühlen                | Hauptstraße 12                                 |                               | |                |
| D      | Mohren-Apotheke                                                                   | Schwäbisch Gmünd            | Marktplatz 25/Freudental 2                     | 1763 (Hausumbau zur Apotheke) | 2020 Erklärungstafel angebracht | weitere Bilder |
| D ges  | Mohren-Apotheke                                                                   | Schwäbisch Hall             | Neue Straße 10                                 | 1761–2017                     | halbnackte Fassaden-Figur (Kraushaar, Rock, Ohrring, Kette) die einer Schlange Gift in einen Kelch abpresst – 2020 Erklärungstafel angebracht – Mohrenstraße in den 1860er Jahren nach der Apotheke benannt                                                                             | weitere Bilder |
| D      | Mohren Apotheke                                                                   | Schwarzenberg/Erzgeb.       | Straße der Einheit 50                          |                               | |                |
| D      | Mohren Apotheke                                                                   | Simmern/Hunsrück            | Marktstraße 59                                 | 1774                          | Logo: schwarzer Frauenkopf mit hoher Kopfbedeckung und Ohrring |                |
| D      | Mohren Apotheke                                                                   | Straubing                   | Ludwigsplatz 41                                |                               | 2020 in Frage gestellt |                |
| D      | Mohren-Apotheke                                                                   | Stuttgart-Möhringen         | Sigmaringer Straße 4                           | nach 1950                     | gegr. 1794, umbenannt nach 160 Jahren – mutmaßlicher Zusammenhang: Stadtwappen mit Mohr |                |
| D      | Mohren-Apotheke                                                                   | Suhl                        | Steinweg 10                                    |                               | laut Google Maps geschlossen |                |
| D      | Mohren Apotheke                                                                   | Tiefenort                   | Marktplatz 6                                   |                               | Logo wie Baesweiler und Wiesbaden: schwarze Silhouette mit Ohrring, Turban und Pluderhose, in den Händen der Äskulapstab und ein Gefäß |                |
| D      | Mohren-Apotheke                                                                   | Torgau                      | Markt 4                                        | vor 1503                      | landesherrliches Privileg 1522 – Plastik aus der Zeit um 1700 (Schwarzafrikaner mit Blätter-Rock, Turban, Ohrringen, Halsband, Pfeilen und einem Bogen) | weitere Bilder |
| D      | Mohren-Apotheke                                                                   | Ulm                         | Münsterplatz 37                                | 1568                          | 2020 das M mit Ketten versehen |                |
| D      | Mohren-Apotheke                                                                   | Weiden in der Oberpfalz     | Mohrenstraße 2                                 | 1556                          | 2018 in Frage gestellt – neutrales Logo – Straße nach der Apotheke (seit 1879 dort) benannt |                |
| D ges  | Mohren-Apotheke                                                                   | Weißenfels                  |                                                | 18. Jh.–1990er Jahre          | Heute Stadtinformation. Das Haus trägt weiterhin die zweiteilige Aufschrift „Mohren Apotheke“ beidseits einer Portrait-Plastik | weitere Bilder |
| D      | Mohren-Apotheke                                                                   | Wiesbaden-Biebrich          | Rathausstraße 59                               |                               | 2018 in Frage gestellt – Logo wie in Baesweiler und Tiefenort: schwarze Silhouette mit Ohrring, Turban, Schnabelschuhen und Pluderhose, in den Händen der Äskulapstab und ein Gefäß |                |
| D      | Mohren-Apotheke                                                                   | Wolfsburg                   | Rothenfelder Straße 23                         |                               | Name soll erhalten bleiben |                |
| D      | Mohren-Apotheke                                                                   | Worms                       | Mainzer Straße 56                              | vor 1700                      | kurz nach 1700 als „Mohr Apotheck“ erwähnt – Logo geändert |                |
| D      | Mohren-Apotheke                                                                   | Wuppertal                   | Ostersbaum 86                                  |                               | Schriftzug mohren apotheke |                |
| D      | Privilegierte Obere Apotheke zum Mohren                                           | Zeitz                       | Brüderstraße 20                                | 1639                          | Schriftzug Mohren-Apotheke |                |
| D      | Mohren-Apotheke                                                                   | Zwickau                     | Leipziger Straße 176                           |                               | mutmaßlicher Zusammenhang: Stadtwappen mit Mohr |                |
| A      | Apotheke zum Mohren                                                               | Bad Radkersburg             | Langgasse 24                                   | ca. 1590                      | gegründet: Hauptstraße 21 |                |
| A      | Mohrenapotheke                                                                    | Graz                        | Südtirolerplatz 7                              |                               | 1708/1711 Ansuchen bis Entscheidung, 1713 wird die Apotheke bereits genannt, Tod um 1736, Verkauf, kurz danach Namensnennung „Zum schwarzen Mohren“, um 1865 „Zum Mohren“, 1935 „Mohren-Apotheke“ 2020 Petition zu Umbenennung von change.org. – Fassade: nackte, sitzende Person       |                |
| A      | Mohren-Apotheke (Slogan „... is more“)                                            | Krems an der Donau          | Obere Landstraße 2                             | (etwa) 1647                   | Adler-Apotheke von 1527 oder 1532 aus dem Haus gedrängt. Ehemals Sandstein-Statuette eines Mohren am Hauseck. Soll nicht umbenannt werden. |                |
| A      | Apotheke zum Mohren                                                               | Oberpullendorf              | Schloßplatz 1                                  | 1884                          | gegründet: Hauptstraße 21; 1889/1890 übersiedelt auf damals Erzsébet Királyné Utca (heute: Schloßplatz 1) |                |
| A      | Mohrenapotheke (zwischendurch: „Zum schwarzen Äthiopier“, „Zum schwarzen Mohren“) | Wien, 1.                    | Wipplingerstraße 12                            | um 1350?                      | Nach Petition im Zuge der Antirassismusbewegung im Juni 2020 Umbenennung in Erwägung gezogen. – Bild von halbnacktem Jäger mit Bogen und Fang neben dem Eingang | weitere Bilder |
| CH     | Apotheke zum Mohrenkönig AG                                                       | Stein am Rhein              | Rathausplatz 8                                 | 1832                          | 1594 Hausname: zum Mohrenkopf; 1814: zum Mohrenkönig; 1832 Einrichtung einer Apotheke; Denkmalschutz |                |
| CH ges | Amavita Apotheke (ehem. Mohrenapotheke)                                           | Winterthur                  | Marktgasse 60                                  | 1772–2005                     | entstand im „Haus zum Mohren“, das 1605 erbaut wurde – Bild von 1909: „Apotheke zum Mohren“ – zuletzt älteste noch existierende Apotheke in Winterthur, 2011 geschlossen |                |